# Lussy-sur-Morges
Lussy-sur-Morges (do 1953 Lussy) − miejscowość i gmina (commune) w zachodniej Szwajcarii, w kantonie Vaud, w okręgu (district) Morges. Leży nad rzeką Boiron de Morges.   

## Demografia
W Lussy-sur-Morges mieszka 729 osób. W 2021 roku 16,5% populacji gminy stanowiły osoby urodzone poza Szwajcarią.